# Rangiora (Nouvelle-Zélande)
Rangiora est une ville rurale dans l'île du Sud de la Nouvelle-Zélande. C'est la plus grande ville du nord de la région de Canterbury et le siège du Conseil de district de Waimakariri.

## Géographie
Rangiora est située à 25 kilomètres au nord de Christchurch, près de l'extrémité septentrionale de la route panoramique de Canterbury (autrefois State Highway 72), qui contourne le bord intérieur des plaines de Canterbury, en se dirigeant en direction du sud-ouest vers Timaru via Oxford et Geraldine. La rivière Ashley se trouve juste au nord de la ville.

## Population
Selon le recensement de 2006 la population de la zone urbaine était de 11 868 habitants, auxquels s'ajoutent 4 500 autres vivant dans la zone rurale environnante. La zone urbaine a connu un taux de croissance de plus de 10 % au cours des cinq dernières années, alors que la zone rurale a vu une croissance démographique de 25 %, tendance qui a persisté.

## Climat
Étant davantage à l'intérieur des terres que la plus grande partie du Christchurch, Rangiora a des étés plus chauds et des hivers plus froids. La plus haute température jamais enregistrée officiellement, ex æquo avec Jordan (Marlborough), en Nouvelle-Zélande a été de 42,4 °C à Rangiora le 7 février 1973.

## Éducation
La ville possède plusieurs écoles primaires et deux écoles secondaires. Le lycée de Rangiora a environ 1 700 élèves. C'est un des plus grands établissements secondaires de l'île du Sud et aussi un des plus anciens, qui doit son existence à une loi votée par le Parlement en 1881 et fut ouvert le lundi 28 janvier 1884. L'école fêtera le Jubilé de son 125e anniversaire à Pâques 2009.

## Attractions
Rangiora est devenue une plaque tournante pour les entreprises viticoles locales, aujourd'hui populaires dans le nord du Canterbury et, autour de Rangiora, il en existe un nombre entre lesquelles qui permet de faire son choix.
Les Rangiora Showgrounds accueillent chaque année un spectacle de « petrol-heads » intitulé « Muscle Car Madness » qui présente une vaste gamme de véhicules.
Rangiora se flatte d'être la première et la seule ville de Nouvelle-Zélande à commercialiser de l'hydromel. Juste en dehors de la ville on produit de l'hydromel, qui est fabriqué à partir du  miel pur de Nouvelle-Zélande et qui est l'exporté dans de nombreux pays.

## Sports et culture
À Rangiora, le football a connu une forte expansion au cours des dernières années.
Rangiora possède deux compagnies de théâtre : la North Canterbury Musical Society et les Rangiora Players. Dans la ville, on trouve aussi pour les jeunes un certain nombre d'écoles de musique, de danse et de théâtre. Le cinéma local est le Regent Theatre, situé dans l'ancienne mairie.
Le lycée de Rangiora a produit beaucoup d'excellents joueurs de rugby à XV et de netball au cours des dernières années.